# Mesabolivar aurantiacus
Espèce
Synonymes
- Blechroscelis aurantiacus Mello-Leitão, 1930
- Blechroscelis irroratus Mello-Leitão, 1947
- Blechroscelis virescens Mello-Leitão, 1947
- Psilochorus cambridgei Mello-Leitão, 1947 nec Gertsch & Davis, 1937
- Psilochorus browningi Roewer, 1951
- Autana autanensis González-Sponga, 2011

Mesabolivar aurantiacus est une espèce d'araignées aranéomorphes de la famille des Pholcidae.

## Distribution
Cette espèce se rencontre dans le Nord de l'Amérique du Sud.

## Publication originale
- Mello-Leitão, 1930 : Aranhas do Cuminá. Arquivos do Museu Nacional do Rio de Janeiro, vol. 32, p. 51-75.